# Вангел Алтипармаковски
Вангел Алтипармаковски (на македонска литературна норма: Вангел Алтипармаковски) е футболист от Северна Македония.

## Биография
Роден е на 1 март 1988 година в град Битоля. Играе като нападател за ФК Пелистер във Втора македонска футболна лига..

## Отбори
- 2009-2010 – ФК Победа
- 2010 – ФК Пелистер
- 2010-2011 – ФК Турново
- 2012 – ФК Пелистер